# Dacia Maraini

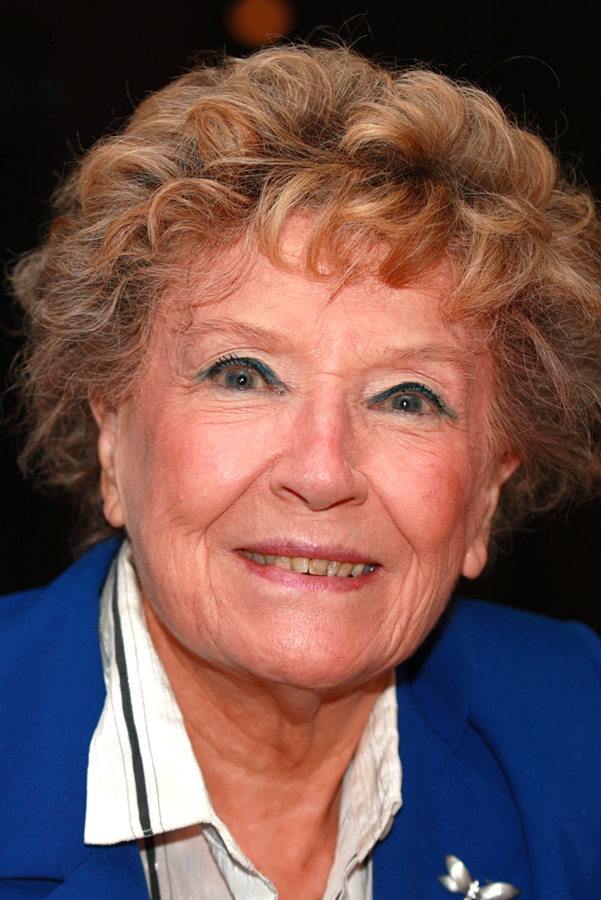
Dacia Maraini (2022)

Dacia Maraini (* 13. November 1936 in Fiesole) ist eine italienische Schriftstellerin.

## Leben
Dacia Maraini (ˈdaːtʃa maraˈiːni) wurde als Tochter von Topazia Alliata, einer Prinzessin aus einer verarmten sizilianischen Adelsfamilie, und Fosco Maraini, einem Anthropologen und Japanologen, in Fiesole bei Florenz geboren. In ihren ersten Kindheitsjahren besuchte sie das elitäre Mädcheninternat Istituto Statale della Ss. Annunziata in Florenz.
Mit einem Forschungsstipendium des Vaters siedelte die den Faschismus ablehnende Familie 1938 nach Japan über, wo noch zwei Schwestern geboren wurden. Die liberale antifaschistische Haltung sowie die Weigerung, die japanischen Militärgesetze zu akzeptieren, wurden der Familie 1943 nach der italienischen Kapitulation zum Verhängnis. Für zwei Jahre wurden die Marainis in diversen Internierungslagern inhaftiert.
Nach Kriegsende musste die Familie 1946 nach Italien zurückkehren. Die Armut zwang sie jedoch dazu, nicht zurück nach Florenz, sondern zu den Großeltern mütterlicherseits in die Stadt Bagheria auf Sizilien zu gehen. Die mittlerweile 13-jährige Dacia Maraini wurde mit den traditionellen Verhaltensweisen Süditaliens konfrontiert und reagierte darauf verstört. In dieser Zeit fing sie zum ersten Mal an, ihre Erfahrungen auf Papier zu bringen.
Als sich die Eltern getrennt hatten, lebte Dacia Maraini zunächst bei ihrer Mutter in Palermo, um mit ihren beiden Schwestern die Schule zu beenden. Sie litt sehr unter der Trennung vom Vater, zu dem sie eine sehr enge Bindung hatte. Sie entschied sich mit 18 Jahren, zu ihm, der mittlerweile von Florenz nach Rom übergesiedelt war, zu ziehen. Maraini beendete dort die Schule und begann, Kurzgeschichten in Zeitungen zu veröffentlichen und sich weiter dem Schreiben zu widmen. Im Jahr 1956 war sie Mitgründerin der Zeitschrift Tempo della letteratura und schloss sich italienischen Literaturkreisen an.
Ihren ersten Roman La vacanza (Tage im August) veröffentlicht Maraini 1962. Für den ein Jahr später folgenden Roman L'età del malessere (Zeit des Unbehagens) erhielt sie den Literaturpreis Formentor.

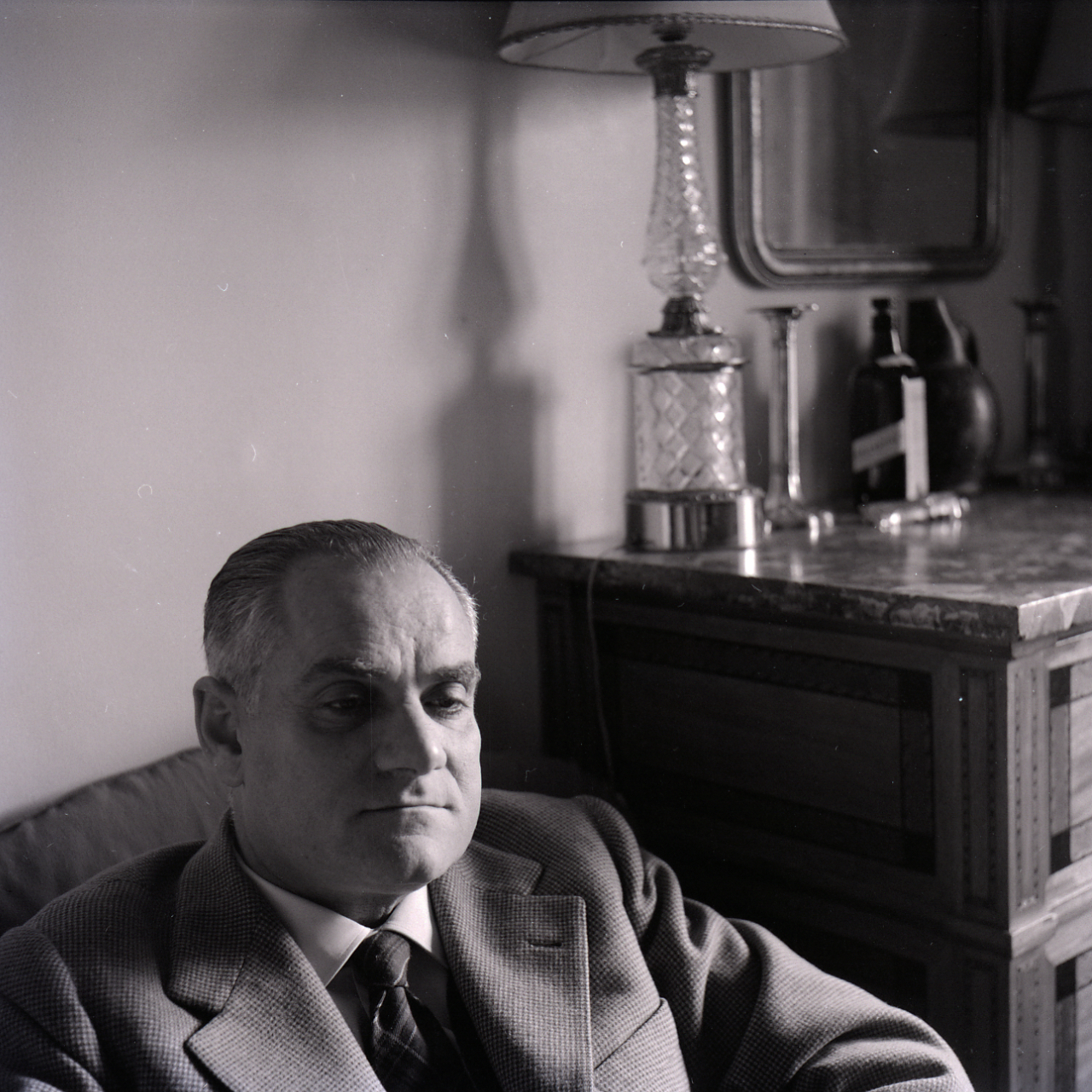
Der Schriftsteller Alberto Moravia

Im Jahr 1959 heiratete sie den Maler Lucio Pozzi. Die Ehe wurde nach zwei Jahren geschieden; Maraini litt unter dem belastenden Erlebnis einer Totgeburt. Durch Pozzi wurde sie in die Literaturszene eingeführt – sie konzentrierte sich zu diesem Zeitpunkt vor allem auf ihre Romane – und trat der Gruppo 63, einer Vereinigung neorealistischer Autoren, bei. Wenig später ging sie eine fast 20 Jahre währende Lebensgemeinschaft mit dem Schriftsteller Alberto Moravia ein, in dessen Schatten sie oft stand. Von den Kritikern wurde sie oft lediglich als schreibende Freundin Moravias angesehen. Durch die Veröffentlichung zahlreicher weiterer Werke in den folgenden Jahren, darunter Kurzgeschichten, Essays, Lyrik und Komödien, konnte sich Maraini schließlich im Literaturbetrieb einen eigenen Namen machen.
Während der 1970er Jahre schloss sich Maraini der Frauenbewegung Italiens an. Sie wurde Mitglied der Rivolta femminile sowie des Movimento femminile romano und nahm an Hausbesetzungen und Demonstrationen teil. Diese Phase spiegelt sich auch in Marainis Literatur wider, vor allem in ihrem feministischen Roman Donna in guerra (1975).
Dacia Maraini kann als erste Schriftstellerin Italiens angesehen werden, die sich speziell mit Themen wie Vergewaltigung, Inzest, Prostitution oder lesbischer Liebe aus feministischer Sicht auseinandersetzt und in ihren Werken die Rolle der Frau in unterschiedlichen Lebensbereichen aufgreift. Auch wenn sich Maraini in den 1980er Jahren etwas vom Feminismus distanziert, steht in ihren aktuellen Werken noch immer die Frau im Mittelpunkt, und sie setzt sich nach wie vor politisch für Frauenrechte und Gleichberechtigung ein.
1992 gründete Maraini mit Journalistinnen und Schriftstellerinnen das feministische Netzwerk Controparola. Hintergrund war, das Ansehen der Frau in der Medienlandschaft und in der Gesellschaft zu stärken. Das Netzwerk nahm öffentlich Stellung zu aktuellen Frauenthemen und arbeitete in einer Reihe von epochenbezogenen Bänden die Rolle und den Einfluss von Frauen heraus.
Seit 2006 ist sie Herausgeberin der Literaturzeitschrift Nuovi Argomenti. Sie hat verschiedene Literaturpreise in Italien gewonnen und ist selbst Jurorin beim Premio Strega. Im Jahr 1996 wurde sie mit dem Großkreuz des Verdienstordens der Italienischen Republik ausgezeichnet. Sie wurde in jüngerer Vergangenheit immer wieder auch als italienische Anwärterin auf den Nobelpreis für Literatur gehandelt.

## Werke

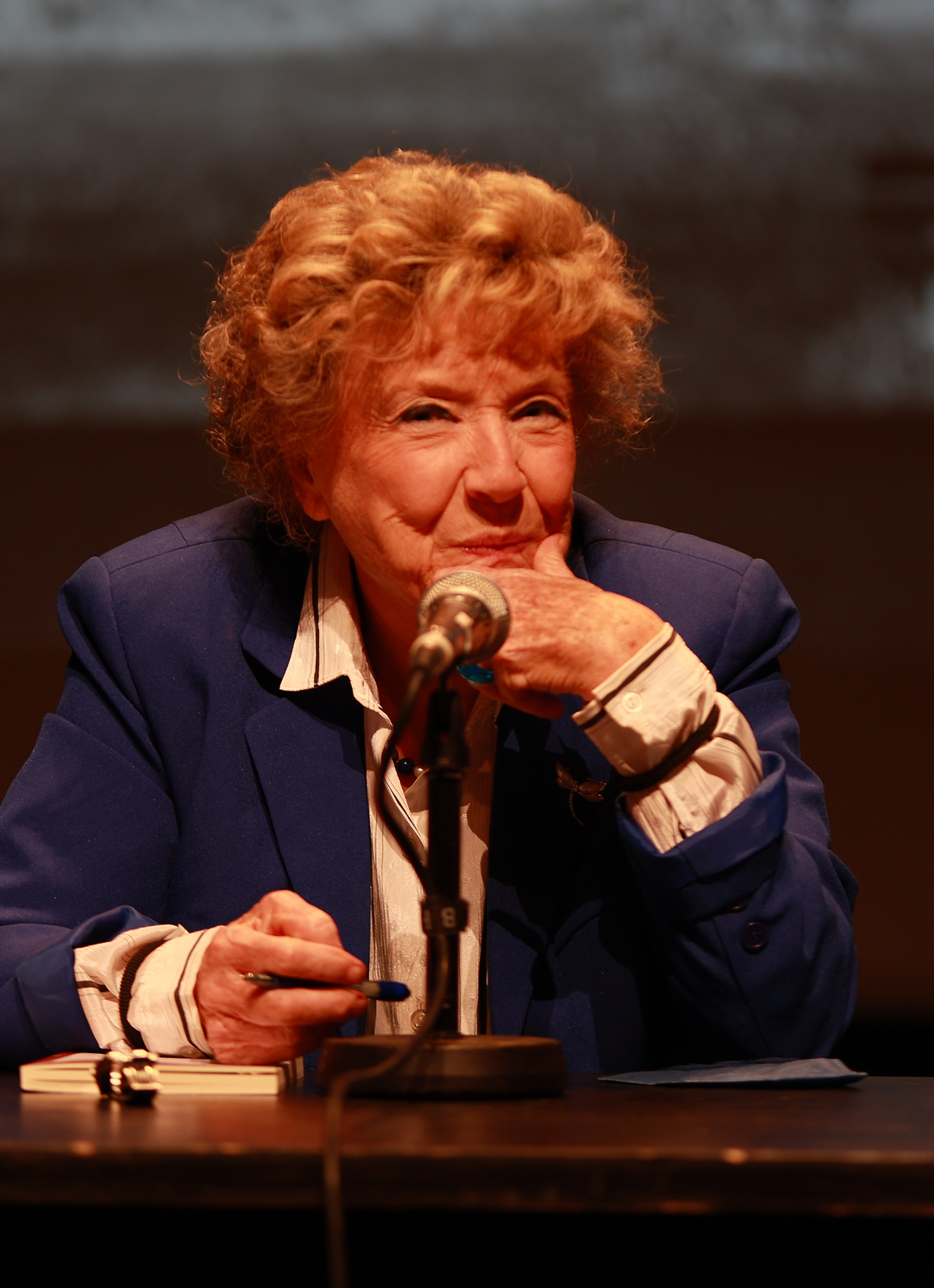
Dacia Maraini beim Internationalen Literaturfestival Berlin (2022)

### Romane
- La vacanza. Lerici, Mailand 1962.
  - Tage im August. Piper, München 2003, Übersetzung: Herbert Schlüter, ISBN 978-3-492-23886-1.
  - Tage im August. Folio, Wien/Bozen 2024, Neuübersetzung: Ingrid Ickler, ISBN 978-3-85256-894-2.
- L’età del malessere. Einaudi, Turin 1963.
  - Zeit des Unbehagens. Rowohlt, 1963; Wagenbach, 2000, Übersetzung: Heinz Riedt, ISBN 978-3-8031-2375-6.
- A memoria. Bompiani, Mailand 1967.
- Memorie di una ladra. Bompiani, Mailand 1972.
  - Erinnerung einer Diebin. Piper, München 1994, Übersetzung: Maja Pflug, ISBN 978-3-492-11790-6.
- Donna in guerra. Einaudi, Turin 1975.
- Isolina. La donna tagliata a pezzi. A. Mondadori, Mailand 1980.
- Lettere a Marina. Bompiani, Mailand 1981.
- Il treno per Helsinki. Einaudi, Turin 1984.
  - Zug nach Helsinki. Rotbuch-Verlag, Berlin 1985, Übersetzung: Gudrun Jäger und Pieke Biermann, ISBN 978-3-88022-710-1.
- La lunga vita di Marianna Ucrìa. Rizzoli, Mailand 1990.
  - Die stumme Herzogin. Piper, München 1991, Übersetzung: Sabina Kienlechner, ISBN 978-3-492-03461-6.
- Bagheria. Rizzoli, Mailand 1993.
  - Bagheria. Eine Kindheit auf Sizilien. Piper, München 1997, Übersetzung: Sabina Kienlechner, ISBN 978-3-492-22415-4.
- Voci. Rizzoli, Mailand 1994.
  - Stimmen. Piper, München 1995, Übersetzung: Eva-Maria Wagner, ISBN 978-3-492-03810-2.
- Dolce per sé. Rizzoli, Mailand 1997.
- Buio. Rizzoli, Mailand 1999.
  - Kinder der Dunkelheit. Piper, München 2000, Übersetzung: Eva-Maria Wagner, ISBN 978-3-492-04202-4.
- La nave per Kobe. Diari giapponesi di mia madre. Rizzoli, Mailand 2001.
  - Ein Schiff nach Kobe. Das japanische Tagebuch meiner Mutter. Übersetzung Eva-Maria Wagner, Piper, München 2003.
- Colomba. Rizzoli, Mailand 2004.
  - Gefrorene Träume. Piper, München 2006, Übersetzung: Eva-Maria Wagner, ISBN 978-3-492-04880-4.
- Il gioco dell’universo. Dialoghi immaginari tra un padre e una figlia. (mit Fosco Maraini) A. Mondadori, Mailand 2007.
- Il treno dell’ultima notte. Rizzoli, Mailand 2008.
  - Der Zug in die jüngste Nacht. Übersetzung Eva-Maria Wagner. Piper, München 2010, ISBN 978-3-492-05294-8
- La ragazza di via Maqueda. Rizzoli, Mailand 2009.
- La grande festa. Rizzoli, Mailand  2011.
- L’amore rubato. Rizzoli, Mailand 2012
  - Geraubte Liebe. Übersetzung: Gudrun Jäger. edition fünf, Gräfelfing 2015, ISBN 978-3-942374-69-9.
- Chiara d’Assisi. Elogio della disobbedienza. Rizzoli, Mailand 2013.
- La bambina e il sognatore. Rizzoli, Mailand 2015.
  - Das Mädchen und der Träumer. Übersetzung: Ingrid Ickler. Folio, Wien/Bozen 2017, ISBN 978-3-85256-715-0.
- Tre donne. Rizzoli, Mailand 2017.
  - Drei Frauen. Übersetzung: Ingrid Ickler. Folio, Wien/Bozen 2019, ISBN 978-3-85256-771-6.
- Trio. Rizzoli, Mailand 2020.
  - Trio. Übersetzung: Ingrid Ickler. Folio, Wien/Bozen 2021, ISBN 978-3-85256-827-0.
- Vita mia, Rizzoli, Mailand 2023
  - Ein halber Löffel Reis. Kindheit in einem japanischen Internierungslager. Übersetzung: Ingrid Ickler. Folio, Wien/Bozen 2025,  ISBN 978-3-85256-910-9

### Erzählungen
- Mio marito. Bompiani, Mailand 1968.
  - Winterschlaf. Zwölf Erzählungen. Rotbuch-Verlag, Berlin 1984, Übersetzung: Gudrun Jäger, ISBN 978-3-88022-292-2 (auch u. d. T. Mein Mann. Wagenbach, Berlin 2002).
- L’uomo tatuato. A. Guida, Neapel 1990.
- La ragazza con la treccia. Viviani, Rom 1994.
- Mulino, Orlov e Il gatto che si crede pantera. Stampa alternativa, Viterbo 1994.
- Un sonno senza sogni; Gita in bicicletta a Mongerbino. Drago, Bagheria 2006.
- Ragazze di Palermo. Corriere della Sera, Mailand 2007.
- mit Piera Degli Esposti: Storia di Piera. Mailand: Bompiani, 1980
  - Geschichte der Piera : eine Frau findet zu sich selbst. Übersetzung Susanne Kranz. München: Heyne, 1985, ISBN 978-3-453-35048-9
- Geraubte Liebe. Acht Erzählungen. Übersetzung: Gudrun Jäger. Edition Fünf, Gräfelfing 2015, ISBN 978-3-942374-69-9.

### Erzählungen für Kinder
- Storie di cani per una bambina. 1996.
- La pecora Dolly. 2001.
- Liguori può … tu non può. 2001.

### Lyrik
- Botta e risposta poetica... o quasi. Mit Nicolò Maraini. Tip. editrice dell’Orso, Rom 1960.
- Crudeltà all’aria aperta. Feltrinelli, Mailand 1966.
- Donne mie. Einaudi, Turin 1974.
- Mangiami pure. Einaudi, Turin 1978.
- Dimenticato di dimenticare. 1984.
- Viaggiando con passo di volpe. 1991.
- Se amando troppo. 1998.

### Theater
- Il ricatto a teatro e altre commedie. Einaudi, Turin 1970.
- Viva l’Italia. Einaudi, Turin 1973.
- La donna perfetta. La Biennale, Venedig 1974.
- La donna perfetta seguito da Il cuore di una vergine. Einaudi, Turin 1975.
- Don Juan. Einaudi, Turin 1976.
- Dialogo di una prostituta con un suo cliente. Con un dibattito sulla decisione di fare il testo e la preparazione dello spettacolo. Mastrogiacomo-Images 70, Padua 1978.

### Drehbücher
- Cuore di mamma. Forum, Mailand 1969.
- Il futuro è donna, zusammen mit Marco Ferreri und Piera Degli Esposti

### Essays
- Fare teatro. Materiali, testi, interviste. Bompiani, Mailand 1974.
- La bionda, la bruna e l’asino. 1987.
- Cercando Emma. 1993.
  - Nachforschungen über Emma B. Piper, München 1996, Übersetzung: Sigrid Vagt, ISBN 978-3-492-03872-0.
- Un clandestino a bordo. 1996.
- I giorni di Antigone - Quaderno di cinque anni. 2006.
- Sulla mafia. Piccole riflessioni personali Perrone, Rom 2009.
- Il bambino Alberto. 1986.
  - Der Junge Alberto. Gespräche mit Alberto Moravia. Das Mädchen und der Träumer. Übersetzung: Traute Rafalski. Folio, Wien/Bozen 2017, ISBN 978-3-923854-32-5.
- „Geleitwort von Dacia Maraini“. In: Pier Paolo Pasolini: Der heilige Paulus. (Originaltitel: San Paolo. 1977) Filmdrehbuch mit einem einführenden Geleitwort von Dacia Maraini über ihre Freundschaft mit Pier Paolo Pasolini, Alberto Moravia und Maria Callas. Übersetzt, hrsg. und mit einem kritischen Fußnotenapparat versehen von Dagmar Reichardt und Reinhold Zwick. Schüren Verlag, Marburg  2007, S. 7–10.
- La moda è la spuma dell’onda. Intervista a Dacia Maraini. Kommentiertes Nachwort in Form eines Interviews über Mode und Kultur mit Dacia Maraini von Dagmar Reichardt und Carmela D’Angelo. In: Moda Made in Italy. Il linguaggio della moda e del costume italiano. Hrsg. und mit einer Einleitung von Dagmar Reichardt und Carmela D’Angelo. Franco Cesati Editore, (Civiltà italiana. Terza serie, Nr. 10), Florenz 2016, ISBN 978-88-7667-576-8, S. 209–216.

## Filmografie

### Literarische Vorlage
- 1973: Theresa, die Diebin (Teresa la ladra)
- 1976: Liebe ist etwas Zärtliches (Io sono mia) – nach dem Roman Donna in guerra
- 1996: Die stumme Herzogin (Marianna Ucria)

### Drehbuch
- 1968: Mutterherz (Cuore di Mamma)
- 1968: Toujours l’Amour – immer die Liebe (L’eta’ del malessere)
- 1974: Erotische Geschichten aus 1001 Nacht (Il fiore delle mille e una notte)
- 1982: Die Geschichte der Piera (Storia di Piera)
- 1984: Die Zukunft heißt Frau (Il futuro è donna)
- 1988: Fürchten und Lieben
- 1991: Liebe ohne Worte (La bocca)

### Regie
- 1970: L’amore coniugale